# Luxi (Pingxiang)
Der Kreis Luxi (chinesisch 芦溪县, Pinyin Lúxī Xiàn) ist ein Kreis in der chinesischen Provinz Jiangxi. Er gehört zum Verwaltungsgebiet der bezirksfreien Stadt Pingxiang. Der Kreis hat eine Fläche von 959,5 km² und zählt 257.423 Einwohner (Stand: Zensus 2010). Sein Hauptort ist die Großgemeinde Luxi (芦溪镇).

## Administrative Gliederung
Auf Gemeindeebene setzt sich der Kreis aus fünf Großgemeinden und fünf Gemeinden zusammen. 